# 屈菲 (谢尔省)
屈菲（法語：Cuffy，法語發音：[kyfi]）是法国谢尔省的一个市镇，位于该省东部偏南，属于圣阿芒蒙龙区。

## 地理
屈菲（46°57'39"N, 3°3'9"E）面积34.57 平方千米，位于法国中央-卢瓦尔河谷大区谢尔省，该省份为法国中部省份，北起卢瓦雷省，西接卢瓦-谢尔省和安德尔省，南至克勒兹省，东南接阿列省，东临涅夫勒省。
与屈菲接壤的市镇（或旧市镇、城区）包括：阿列河畔阿普勒蒙、勒绍泰、库尔莱巴尔、欧布瓦河畔拉盖尔什、托尔特龙、日穆耶、马尔济。
屈菲的时区为UTC+01:00、UTC+02:00（夏令时）。

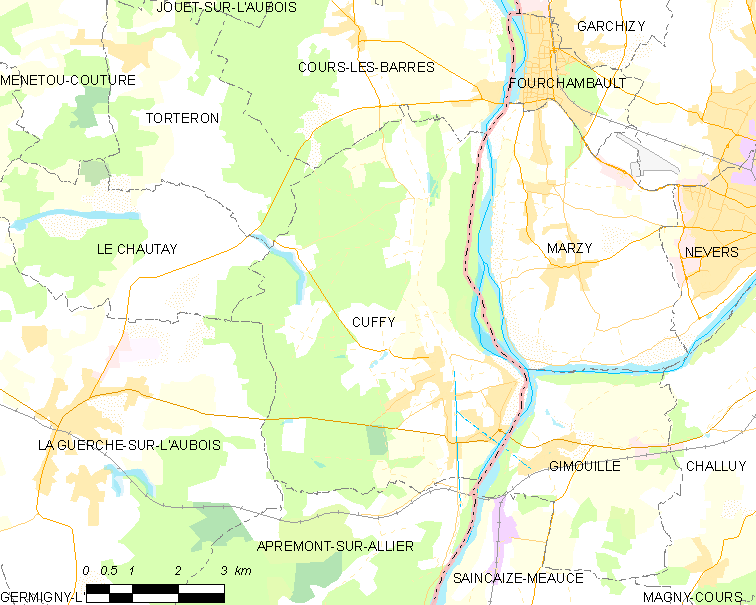
屈菲的OSM定位图

## 行政
屈菲的邮政编码为18150，INSEE市镇编码为18082。

## 政治
屈菲所属的省级选区为欧布瓦河畔拉盖尔什县。

## 人口

1962-2008年间屈菲人口变化图示

屈菲于2022年1月1日时的人口数量为1018人。